# Boulsa

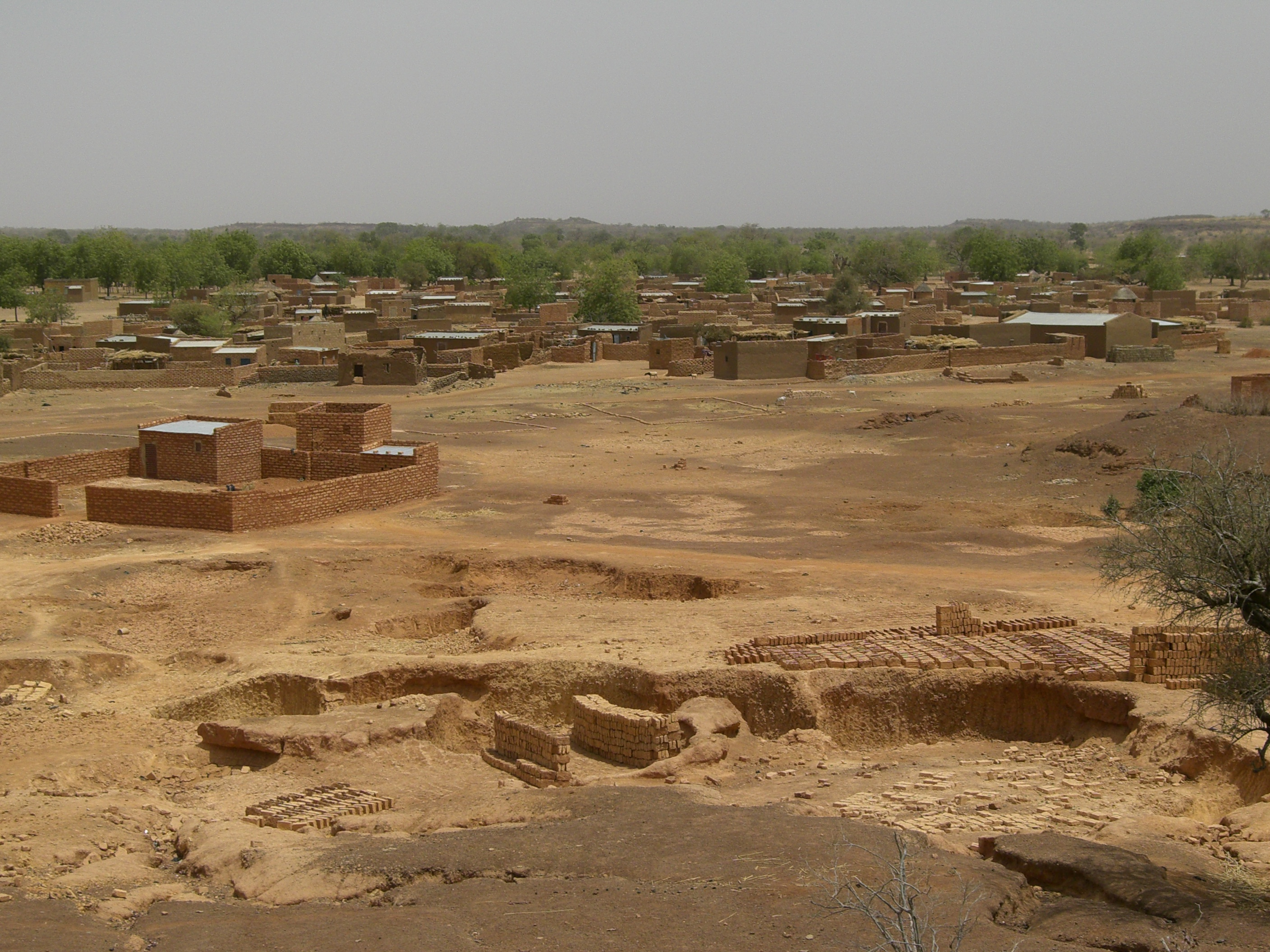
Boulsa (2007)

Boulsa ist sowohl eine Gemeinde (französisch commune rurale) als auch ein dasselbe Gebiet umfassendes Departement im westafrikanischen Staat Burkina Faso in der Region Centre-Nord und der Provinz Namentenga. Die Gemeinde hat in 33 Dörfern und sechs Sektoren des Hauptortes 81.967 Einwohner, in der Mehrzahl Mossi.